# Merck-Saint-Liévin

Merck-Saint-Liévin este o comună în departamentul Pas-de-Calais, Franța. În 1 ianuarie 2022 avea o populație de 664 de locuitori.